# Habel
Habel (nordfrisisk Haabel) er en nordfrisisk småø i Sydslesvig. Habel er med cirka 3,6 ha den mindste hallig i det nordfrisiske vadehav. Småøen er cirka 350 meter lang og 100 meter bred. Halligens eneste værft (Nørreværft) huser i dag en sommerbemandet fuglestation. Et andet værft (Sønderværft) forsvandt i slutningen af det 19. århundrede i havet.
Habel danner i dag en del af nationalparken vadehavet, og er som fuglereservat af stor betydning som raste- og rugeplads for søfugle. Fuglereservatet må ikke betrædes. Øen ejes af delstaten Slesvig-Holsten.

54°38′12″N 8°45′59″Ø / 54.63667°N 8.76639°Ø